# História do Stade de Reims
Este artigo documenta a história do Stade de Reims.

## Os primeiros passos (1910 – 31)

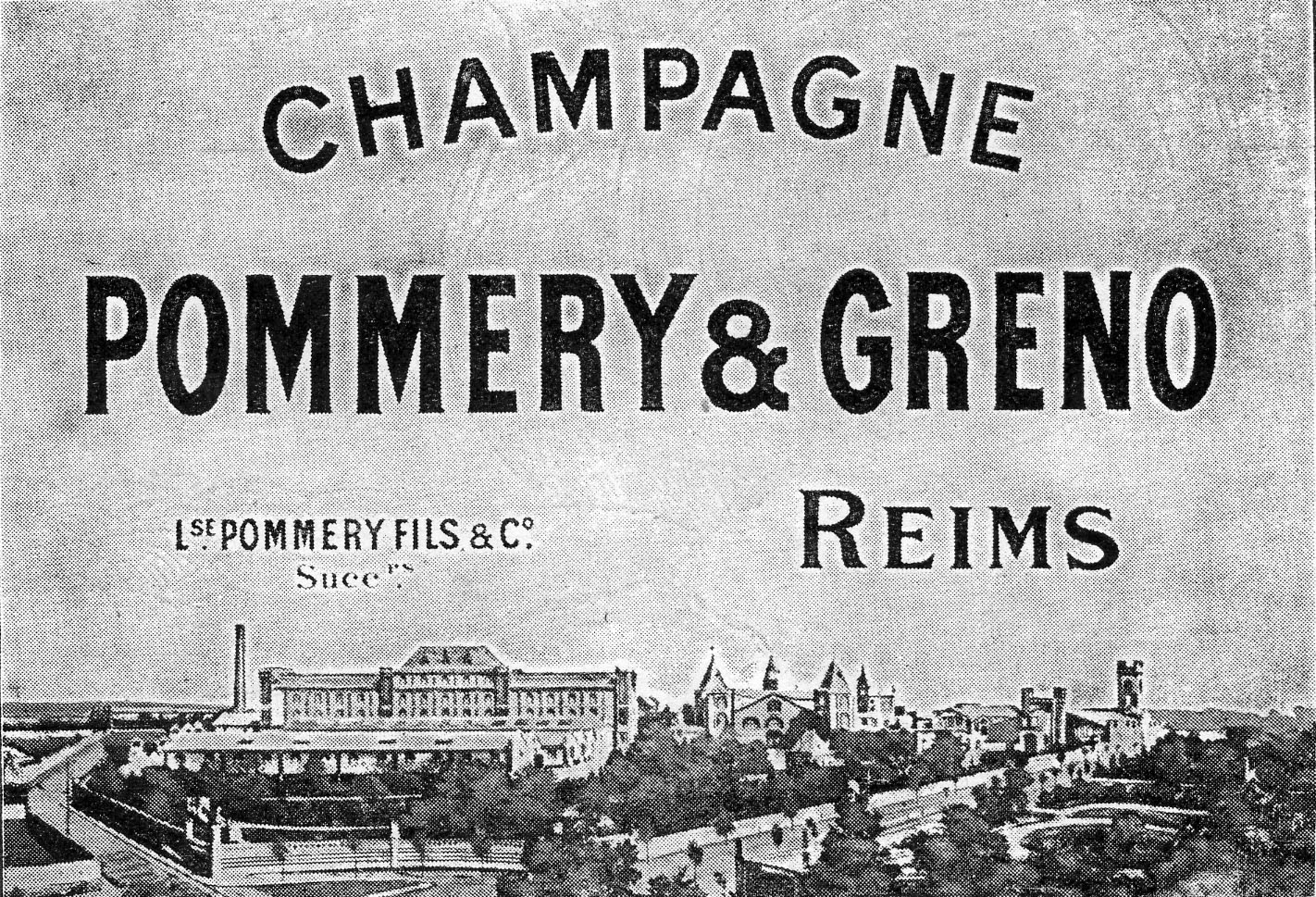
Propaganda da Champagne Pommery no ano de 1923.

No dia 29 de setembro de 1910, a "Société Sportive du Parc Pommery", cuja sigla é SSPP, clube desportivo da casa de champanhe Pommery, foi oficialmente fundado. Seus integrantes praticavam futebol, mas também caminhada, ginástica, rugby, atletismo e ciclismo. Primeira organização do gênero na região, a SSPP foi um exemplo típico de associação esportiva corporativa, presidida pessoalmente pelo Marquis Melchior de Polignac, proprietário da empresa na época. A direção da seção de futebol foi confiada a René Humbert, gerente da empresa. Os seus membros foram recrutados entre o pessoal da adega, mas também entre os colaboradores dos fornecedores: viticultores, tanoeiros e carroceiros. Na mesma linha, a Pommery & Greno abriu uma área de lazer de três hectares para seus trabalhadores no Parc Pommery, onde foram construídoas um grande ginásio e uma área externa. Sendo estas instalações as primeiras do género na região, foram abertas a praticantes de desporto de fora da empresa.
Os jogadores de futebol vestiam camisolas douradas e calções verdes que lembravam as cores das garrafas de champanhe, participavam em competições regionais. Após a Primeira Guerra Mundial, durante a qual vários membros foram mortos em ação, a associação retomou suas atividades e a partir de 1922 ingressou na Liga do Nordeste, dentro do distrito de Marne. Apoiado financeiramente pela empresa, o clube recruta cada vez mais abertamente jogadores de fora, contratados em Pommery por seu talento com a bola, sob o pretexto de amadorismo.
Em 1929, o SSPP ingressou na divisão de honra, o nível mais alto da Liga Nordeste: ficando em sétimo no primeiro ano, os jogadores de Pommery terminaram em segundo lugar na temporada seguinte, atrás do americano Les Deux Vireux e levam especialmente para o primeiro vez a vantagem sobre os rivais locais do Reims Sporting Club.[carece de fontes?] A crescente popularidade do futebol e da equipe aumentou as multidões no Pommery Park, que reuniu até 5.000 espectadores, apesar das instalações de recepção muito modestas. O SSPP é inclusive convidado a jogar no exterior em abril de 1931, em Stuttgart e Frankfurt, onde jogaria em estádios cheios.

## Desenvolvimento da equipe (1931 – 45)
Dado o iminente lançamento do futebol profissional na França e as crescentes ambições dos dirigentes, decidiu-se profissionalizar o clube, bem como separar as atividades futebolísticas das outras modalidades. Em 18 de junho de 1931, é oficialmente registrado a lei de associação 1901 omnisports “Stade de Reims”, cuja direção da modalidade de futebol foi confiada a René Humbert. Suas cores eram tango e preto. O novo nome da associação foi preferido a outra proposta: “Olympique de Reims”. O primeiro jogo do novo clube foi uma vitória de 7 a 2 sobre o FC Reims em 23 de agosto de 1931, no Pommery Park. O primeiro treinador, o inglês David Harrison, foi nomeado; são recrutados os jogadores britânicos David Lee e Crookes, o suíço Schnebeli e o húngaro Markusz, aos quais logo se juntam os franco-armênios Sarkis Garabedian, Serra e Samano. O Stade de Reims, como muitos outros clubes, recrutaram "mercenários" estrangeiros que vieram para viver do futebol, embora os futebolistas ainda sejam oficialmente conhecidos pelo status de amador. Apesar destes reforços, o clube de Reims lutou para ganhar vantagem sobre os l'US Deux-Vireux, campeões da Liga Nordeste de 1929 a 1934.

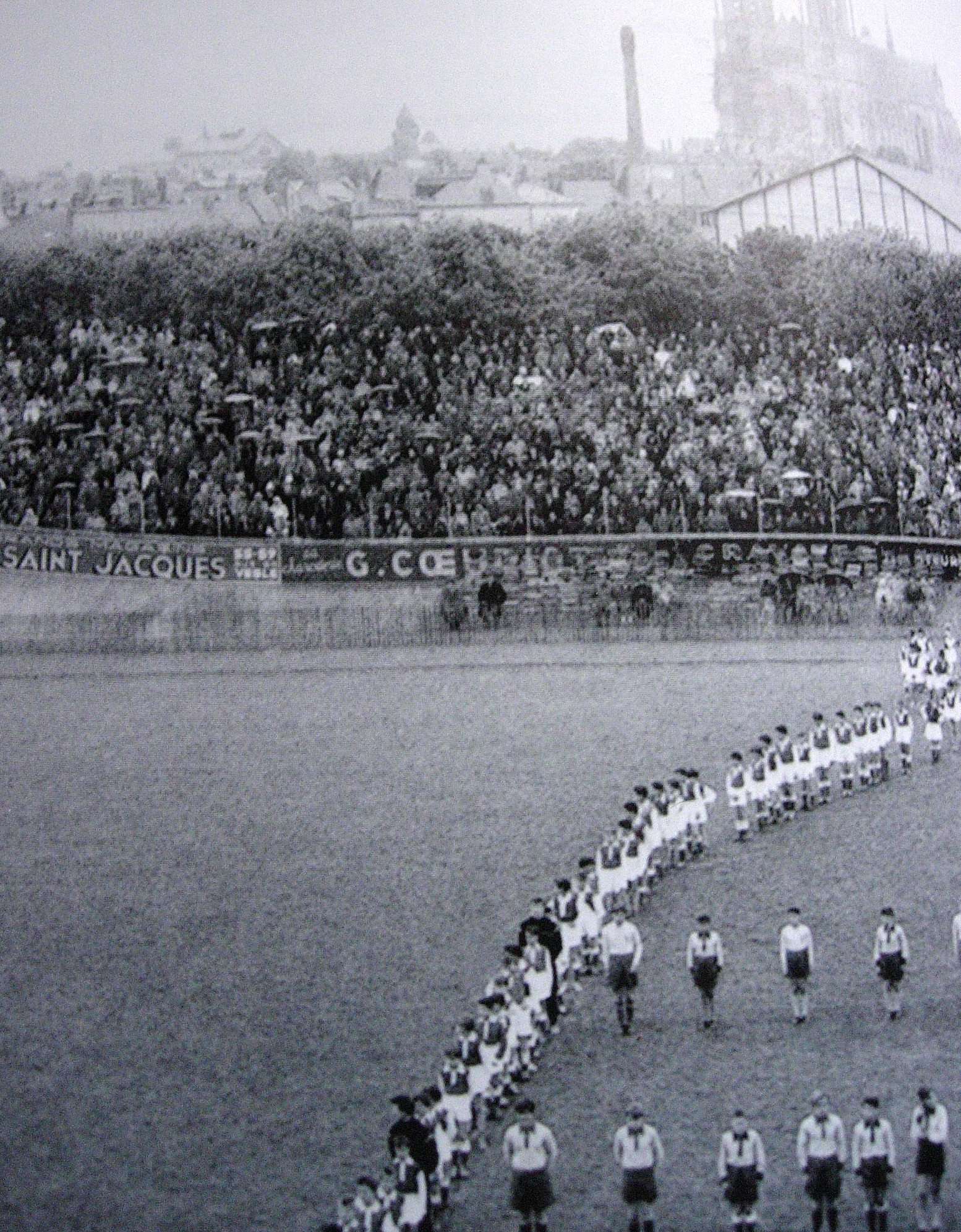
O estádio municipal do velódromo em Reims antes da Segunda Guerra Mundial.

Em 8 de fevereiro de 1932, projeto de construção de um estádio na cidade, obra do arquiteto Royer, foi aprovado pela Câmara Municipal. A construção do novo velódromo, iniciada no verão de 1933, exigiu a ajuda de desempregados da região. Em 1934, o escocês Billy Aitken foi retirado do AS Cannes e chegou como jogador-treinador. Um novo recinto, o Estádio do Velódromo Municipal, foi inaugurado com uma vitória sobre o rival Vireux, confirmada no jogo de volta nas Ardenas. O clube finalmente venceu a Divisão de Honra do Nordeste, o que lhe deu a promoção para a segunda divisão profissional. Qualificado como tal para a primeira edição do Campeonato amador francês, o Reims notadamente ganha fo Quevilly por 3 a 2 e chega à final do campeonato. Enfrentando o FC Bordeaux, eles venceram por 2 a 1 no Maisons-Alfort, conquistando o título de campeão amador francês de 1935. Em 8 de fevereiro de 1932, a inauguração oficial do estádio, em frente ao Presidente da República Albert Lebrun, faz parte de um cartaz: a recepção do FC Sochaux, novo campeão da França, que venceu por 6-1. Os Stadistes aderem ao profissionalismo no processo e cria-se o grupo de adeptos "Allez Reims".
Instalados no seu novíssimo estádio, os Rémois vivem as maiores dificuldades para acompanhar o ritmo da D2 há três temporadas apesar da concorrência de treinadores que se sucedem no banco: os suíços Kielhotz, Garabedian, de Besvekony e o austríaco Erich Bieber. Em setembro de 1938, o Stade, presidido desde 1936 por Maurice Hutin, fundiu-se com o Sporting Club Rémois, fundado em 1904, o grande rival do Stade e cujo prestígio local era considerável. O SC participou notavelmente nas 8 finais da Taça de França em 1923, 1924, 1926, 1927, 1929, 1932 e 1934, e foi coroado campeão do Nordeste em 1938. Stade deu nome e jogadores à nova associação, Sporting suas cores, vermelho e branco, e seus líderes, incluindo Charles Hiltgen, Vincent Canard e Henri Germain, que seriam os próximos três presidentes.
Um ano depois, o Stade de Reims terminou sua quarta temporada na segunda divisão em sexto lugar, sua melhor campanha até então, e chegou às quartas de final da Coupe de France, onde perdeu para o AS Saint-Étienne, um dos melhores times da elite na época.

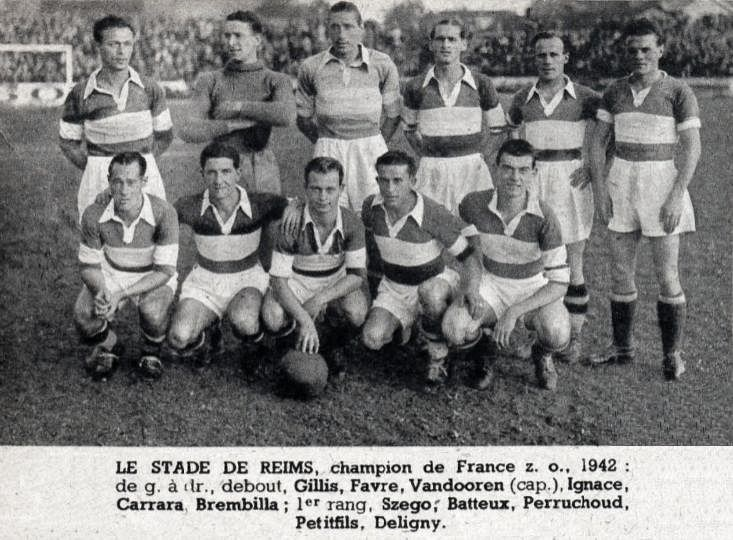
O equipe do Stade de Reims campeã francês da zona ocupada, em maio de 1942.

A eclosão da Segunda Guerra Mundial e a mobilização de setembro de 1939 interrompeu o início da temporada 1939-40. Dadas as complicações materiais causadas pela "Guerra de Mentira", o único grupo da primeira divisão é substituído por um campeonato em três grupos regionais, cujos vencedores deveriam competir em maio de 1940. A paralisação das atividades de vários clubes levou as autoridades a integrar administrativamente o Stade de Reims no grupo Norte da primeira divisão, apesar de um ranking insuficiente para ser promovido no ano anterior. Reims terminou em terceiro lugar de 10 equipes em uma competição que não chegou ao fim. A derrota francesa e o armistício de 22 de junho de 1940 levaram à organização de um campeonato sob a ocupação alemã. A organização fragmentada da primeira divisão faz parte das zonas administrativas definidas pelos nazistas: a zona livre, a zona ocupada, da qual Reims fazia parte, e a zona interditada. Reims finalmente terminou em primeiro em seu grupo em 1942, à frente de FC Rouen e Red Star, contra quem perdeu a final territorial da Coupe de France (o Red Star venceu a final interzona). No ano seguinte, o Reims terminou em 5º lugar num "grupo do Norte" reunindo clubes das antigas zonas ocupadas e proibidas. Durante a temporada 1943-1944, apenas “times federais” eram autorizados na França, criados administrativamente pelas autoridades e cujos jogadores eram pagos pelo Estado. O "Reims-Champagne Federal Team" reúne o Stade de Reims, Sedan-Torcy e Troyes, sob a direcção desportiva de Henri Germain. Ela só perdeu na final da Coupe de France e terminou no meio da tabela no campeonato reunificado. A experiência não teve o sucesso esperado e na temporada seguinte, os clubes recuperaram a sua independência - Reims terminou em 4º lugar no grupo Norte.
A direcção do Stade saiu inocentado de qualquer suspeita de colaboração com a potência ocupante e com o regime de Vichy. Aparentemente, o único jogador judeu em Reims, o austríaco Kurt Platzek, foi internado em 1939, como a maioria dos "inimigos estrangeiros", em um campo perto de Mourmelon-le-Grand. Foi libertado em 1940, o que lhe permitiu fugir para o sul do país.

## Era de ouro (1945 – 62)
Dois anos depois, é finalmente a consagração com o primeiro título nacional do clube, ganho em cima do Lille OSC graças a uma segunda metade da temporada de grande beleza, durante a qual os Rémois venceram doze dos seus últimos catorze jogos. Convidados para a primeira edição da Copa Latina, que reúne os campeões italianos, espanhóis, portugueses e franceses em Espanha num jogo a eliminar, perderam pesadamente frente ao FC Barcelona. Les Rémois não manteve o título no ano seguinte, mas venceu a Coupe de France pela primeira vez graças a uma vitória na final sobre o Racing Club de Paris pelo placar de 2 a 0.[carece de fontes?]
O técnico Roessler renunciou em 1950. A dupla líder do clube, formada pelo diretor esportivo Henri Germain e pelo presidente Victor Canard, nomeou o atacante Albert Batteux como seu sucessor. Depois de duas temporadas menos bem sucedidas, o trabalho duro de Batteux valeu a pena, auxiliado pelo surgimento do jovem craque Raymond Kopa. Em 1953, os Rémois venceram indiscutivelmente o campeonato, apresentando o melhor ataque (graças em particular aos feitos do único estrangeiro da equipa, o holandês Bram Appel, que escorregou na lateral direita para deixar o eixo a Kopa), e a melhor defesa. O único problema: a eliminação surpresa na 32ª final da Coupe de France contra os torcedores do Stade Malherbe Caen em janeiro. Classificados como tal para a Copa Latina, venceram o Valencia, depois o Milan, na era Gre-No-Li, na final por 3 a 0. Nascia o famoso “jeu à la Rémoise”, um jogo ofensivo, técnico e rápido, ao contrário do jogo físico em voga até então.

Ultrapassado no final da temporada 1953-1954 pelo Lille OSC (que no entanto venceu na final da Copa Charles Drago), o Rémois vingou-se na temporada seguinte ao vencer o campeonato pela 3ª vez, René Bliard terminando melhor artilheiro com 30 gols. Na Copa Latina, organizada no Parc des Princes, em Paris, conquistou a vitória na semifinal contra o Milan, graças a um gol de ouro marcado aos 138 minutos de jogo (3-2 agg). Mas eles se curvam na final diante do Real Madrid CF.[carece de fontes?] Por outro lado, venceram com facilidade a primeira edição do Challenge des champions contra o Lille, pelo placar de 7 a 1. Albert Batteux é oferecido o cargo de treinador da seleção da França, que ele concorda em paralelo.